# Bellator 101
Bellator CI é um evento de artes marciais mistas promovido pelo Bellator MMA, é esperado para ocorrer em 27 de setembro de 2013 no Rose Garden em Portland, Oregon. O evento será transmitido ao vivo na Spike TV.

## Background
O evento contará com as lutas das Quartas de Final do Torneio de Leves.
Rob Sinclair era esperado para enfrentar Rich Clementi nas Quartas de Final do Torneio de Leves, mas em 9 de Setembro ele foi obrigado a se retirar do evento com uma lesão e foi substituído por Ricardo Tirloni. Marcin Held que enfrentaria Tirloni no card preliminar, agora enfrentará Ryan Healy.

## Ligações Externas
http://www.sherdog.com/events/Bellator-MMA-Bellator-101-31557